# 신재민 (1958년)
신재민(申載旻, 1958년 9월 29일 ~ )은 대한민국의 기자였고, 이명박 정부에서 문화체육관광부 차관을 역임하였다.

## 주요 이력
충청남도 서천군 출생이다. 1981년에서 1984년까지 MBC 기자로 활동했고,, 한국일보 정치부장, 주간조선 편집장, 조선일보 부국장을 역임하였다. 2007년 12월 제17대 대통령 당선자 비서실 정무기획1팀 팀장을 지냈으며, 이명박 정부에서 문화체육관광부 제1차관을 역임하였다. 차기 문화관광체육부 장관으로 내정되었으나 인사청문회 과정에서 드러난 위법 관련 혐의로 논란이 되던 중 자진 사퇴했다.

## 학력
- 우신고등학교 졸업
- 서울대학교 정치학과 학사

## 가족 관계
MBC 문화방송 아나운서 출신인 부인 윤정숙(1960년생, 前 MBC 문화방송 아나운서 출신)과 사이에 슬하 3녀를 두고 있다.

## 생애

### 기자 생활
그는 1985년 한국일보 기자로 재직하던 시절, 독극물 협박 사건 취재로 이종구 기자와 함께 한국기자협회에서 시상하는 한국기자상(취재보도부문)을 수상하였다. 1997년 2월까지 한국일보 정치부 차장으로 근무한다.
1990년 그는 법무부가 보고자료에서 80년대를 반성하는 모습을 보인데 대해, 한국일보 칼럼을 통해 이는 "큰 변화"이지만 "87년 6월 수많은 학생 시민들이 길거리로 나오지 않을 수 없게 했던 이유에 대한 반성이 없고, 권위주의 체제에서 억눌렸다 한꺼번에 분출된 각계의 욕구를 「불법ㆍ무질서의 노정」이라고만 매도하는 경직된 시각도 여전하다"며 "전횡적인 정치권력에 끌려다니면서 법무ㆍ검찰의 생명인 민주주의의 법정신을 포기한 점"이 5공 시절의 법무부를 청산함에 있어 가장 큰 문제라고 지적했다.
김영삼 대통령 후반이던 1996년, 그는 "김 대통령이 누구를 마음에 두고 있을까"를 사람들이 궁금해하는 것을 두고 "우리 현실정치는 아직도 사실상 지명, 사전조정, 줄서기, 편가르기 등 구태에서 벗어나지 못하고 있다"고 비판했다.
1997년 2월, 그는 워싱턴 특파원으로 발령나게 된다. 1998년에 그는 선거법 위반으로 국회의원직을 사퇴하고 워싱턴으로 떠났던 이명박을 골프 라운딩을 통해 위로하며 교류했다.
워싱턴에서 귀국한 그는 한국일보 주간국장, 사회부장을 거쳐 논설위원이 된다. 신재민은 이 당시 변호사를 늘려야 한다고 주장했고, 제왕적 대통령의 탄생을 막아야 한다고 목높였으며, 국정원이 국내정보 수집활동을 계속하는 것은 문제라고 지적했다. 또 한나라당이 2002년 대선에서 선거에서 패배하자 "다음 선거가 있을 때까지 뼈를 깎는 구조조정과 함께 새로운 브랜드를 내놓지 않으면 또 실패할 것"이라며 한나라당의 개혁을 촉구하기도 했다
이후 그는 2003년에서 2004년까지 한국일보 정치부장을 맡았다. 한국일보 정치부장으로 있던 시절, 그는 청와대와 그 주변에서 언론사로 전화하고 정보원을 상주시키며 조사하는 것을 비판하기도 했다. 그러던 그는, 2004년 편집부 부국장을 끝으로 한국일보를 떠나 조선일보로 자리를 옮기게 된다. 그는 조선일보에서 2004년 편집국 기획탐사부 부장으로 근무했으며, 2005년부터 2006년까지 주간조선 편집장으로 근무하였다. 그러던 그는 2006년 출판국 부국장을 마지막으로 이명박 제17대 대통령 후보의 대선캠프에 몸 담게 된다.

### 이명박 대선 캠프 시절
그는 2006년 말 이명박 선거 캠프에 합류하여 메시지 단장으로서 각종 연설문과 인터뷰, 축사, 기고 등을 담당했고, 언론·정치권·법조계 등의 동향을 파악해 이명박에게 자주 보고한 것으로 알려졌다. 경선과 대선 당시 이명박 대통령과 거의 매일 아침 선거전략에 대한 의논을 했다고 한다.

### 차관 시절
그는 2008년 3월 기자실 정상화의 상징적 조치로 경찰청 기자실을 우선 복원할 것을 밝혔다. 이명박 정부와 언론의 관계는 법으로 규율하거나 정립할 사안이 아니며, 통제나 간섭도 있을 수 없다고 밝혔다. 또한 지난 해 총리령을 폐지하여 공무원에 대한 취재접근권도 보장하겠다고 밝혔다. 2008년 5월 9일에는 정부 관계자들이 모인 언론 대책회의에서 인터넷 상의 각 부처 관련 이슈를 모니터 및 신속 보고하고 부정적 여론이 확산되는 진원지에 대한 적극적인 '관리'가 필요하다고 언급하였으며, 같은 날 문화부 홍보지원국 정책 커뮤니케이션 교육에서 사용된 "멍청한 대중은 비판적 사유가 부족. 잘 꾸며서 재미있게 꼬드기면 바로 세뇌 가능." 등의 지침이 담긴 교육 자료집과 함께 큰 파문을 일으켰다. 2008년 7월 5일에는 KBS 사장을 해임할 수 있는 권한이 대통령에게 있다는 발언을 해 파문을 일으켰다.2008년 10월 24일에는 국회 문화체육관광방송통신위원회 국정감사장에서 고흥길 위원장 대리로 국감을 진행하고 있던 민주당 전병헌 의원이 "차라리 먼저 팔짱 풀고 답변하라"고 질책하자 "아직도 이 자세가 보기 불편하십니까?"라고 반문해, 국정감사가 파행을 빚기도 하였다.2008년 11월 14일에는 YTN 구본홍 신임 사장 임명 반대 투쟁에 대해 "일반 기업이라면 노조원들은 열흘 만에 잘릴 일인데 언론사라는 특수성 때문에 더 오래 버티고 있는 것"이라며, "그만두고 다른 회사로 옮기면 될 일인데 정치적인 문제로 만들고 있다"고 발언하였다. 또한 이 자리에서 이명박 대통령이 "(왼쪽으로 치우친) 방송을 가운데 갖다 놓으라"고 말했다고 전하여 언론 장악 의도 논란을 일으켰다.2009년 2월 13일에는 기자 간담회에서 용산 참사로 사망한 민간인들에게 "'철거민', '생존권'이라는 표현을 쓰는 것은 옳지 않으며 생존권과는 무관한 정치적 사안"이라고 주장했다. 또한 권리금을 요구하는 상가 세입자의 행동은 생존권을 따질 문제가 아니라 "이쯤 되면 투기 아니냐" 라고 말했다.2009년 6월 3일에는 한국예술종합학교를 방문한 자리에서 문화체육관광부 감사 논란 끝에 전월 사퇴한 황지우 총장을 두고 "황지우 전 총장이 현 정권을 지지하지 않는 것은 사실이지 않은가", "좌파 정부가 집권하면 총장도 좌파에서 나오고, 우파가 집권하면 우파에서 총장이 나와야 한다"며, "정권의 성향에 맞는 인물이 총장을 맡는 것이 당연하다"고 주장하여 한국예술종합학교 교수협의회의 큰 반발을 불러일으켰다. 이런 일을 두고, 1933년 독일의 나치 정권이 바우하우스를 해체하고 좌파 예술인들을 숙청했던 사건에 비유하는 비판이 있기도 했다.

## 장관 인사청문회
그는 2010년 8월 8일 이명박 정부 개각에서 제45대 문화관광체육부 장관으로 내정되었다. 이윽고 2010년 8월 20일부터 1주일간 지속된 인사청문회에서 탈세 의혹, 4차례의 위장전입, 부동산 투기 의혹, 증여세 탈루 의혹, 배우자의 위장취업 및 배임 의혹, 정당법 위반 등 수많은 위법행위 의혹으로 "의혹 백화점"이라는 별명을 얻기도 하였다. 또한 그는 기자 시절이던 2002년 장상 총리 후보자의 위장전입을 비판한 칼럼을 썼으나, 그 당시 본인은 이미 네 차례에 걸쳐 위장전입을 했던 사실이 밝혀져 국회의원들의 거센 질타를 받았다.
신 내정자는 8월 29일 오전 자진 사퇴 의사를 이명박 대통령에게 전달했다. 이날 청와대는 이를 수용했다.

## 사건 관련 논란

### 뇌물 사건
신 전 차관은 2011년 11월, SLS조선의 이국철 회장으로부터 청탁과 함께 1억여원의 금품을 받은 혐의(특정범죄 가중처벌법상 뇌물수수)와 이명박 대통령 후보 대선캠프였던 안국포럼 당시 사업가로부터 차량을 제공받은 혐의(정치자금법 위반)를 받고 구속되었다. 구속된 신 차관은 법정에서 줄곧 대가성 없는 친분관계에 의한 금전적 지원이란 주장을 해왔으나, 2012년 6월 4일 법원은 1심에서 "공무원의 직무와 금원 수수가 전체적으로 대가관계에 있으면 뇌물수수죄가 성립하고 특별히 청탁의 유무나 개개의 직무행위의 대가관계를 고려할 필요는 없다"고 전제한 뒤, "차관으로서 포괄적인 직무권한을 가지고 직무의 대상이 되는 이 회장으로부터 신용카드를 받아 사용한 것"으로 판단하였다. 그리고, "누구보다 청렴해야 할 지위에 있으면서 추적이 어려운 외국은행 발행 카드 등을 받아 1년여에 걸쳐 9700만 원을 사용했다"며 "고위공무원에 대한 국민들의 신뢰를 크게 손상시켰을 뿐만 아니라 친분관계에 의한 도움이었다고 주장하는 등 반성하지 않았다"고 강조했다. 이에 재판부는 징역 3년 6개월 및 벌금 5300만 원을, 정치자금법 위반 혐의에 대해 벌금 100만 원을 선고하고 1억1093만원을 추징했다.
신 전 차관은 원심 선고 이후에도 줄곧 무죄를 주장하여 항소하였으나, 2012년 12월 14일 항소심에서도 징역 3년 6월과 벌금 5천300만원, 추징금 9천700여만원이 선고됐다.
2013년 4월 11일 열린 대법원 상고심에서도 재판부는 징역 3년6월에 벌금 5천400만원, 추징금 1억1천여만원을 선고한 원심을 확정, 유죄를 선고했다. 재판부는 "이 회장이 신용카드를 건넨 경위, 이 회장의 SLS그룹 경영과 관련된 구체적 현안 등에 비춰보면 피고인이 다른 공무원 직무에 속한 사항의 알선과 관련해 이 회장으로부터 신용카드를 받아 사용한 것으로 본 원심은 정당하다"고 밝혔다.

## 같이 보기
- 한국일보
- 조선일보
- 최시중
- 대한민국 문화체육관광부
- 이국철